# Parc national de Mahavir Harina Vanasthali
Le parc national de Mahavir Harina Vanasthali est situé dans l'État du Telangana en Inde, dans l'agglomération d'Hyderabad.